# 強迫性障害
強迫性障害（きょうはくせいしょうがい、英: Obsessive–compulsive_disorder(英語版), OCD）は、不合理な行為や思考を自分の意に反して反復してしまう精神障害の一種である。1994年以前は強迫神経症の診断名であった。同じ行為を繰り返してしまう「強迫行為」と、同じ思考を繰り返してしまう「強迫観念」からなる。多くはその行為に日あたり1時間以上を費やし、WHOは生活上の機能障害を引き起こす10大疾患の一つにあげている。アメリカ精神医学会発行のDSM-IV（精神障害の診断と統計マニュアル）においては不安障害に分類されていたが、2013年のDSM-5からは独立した疾患概念として「強迫症および関連症群」の一つに位置づけられた。世界保健機関（WHO）の国際疾病分類（ICD-10）では「神経症性障害、ストレス関連障害および身体表現性障害」のカテゴリーに含まれている。
その原因は不明である。同様の症状を生み出す複数の疾患の基盤にある連続性に注目し、それらを強迫スペクトラム障害 (OCSD) として、その特異な関連の研究が行われている。このスペクトラムには自閉症、アスペルガー症候群、チック、トゥレット障害、抜毛症、皮膚むしり症、自傷行為、身体醜形恐怖、摂食障害、依存症などが含まれている。
人口の約2.3%は、人生のある時点で強迫性障害を経験する。年間の患者数は、全世界では約1.2%ほど。35歳以降で発症することは少なく、患者の半数は20歳以下で発症している。男性も女性も、ほぼ等しく発症する。
治療は主に心理療法によって行い、曝露反応妨害法 (ERP) 等を含む認知行動療法 (CBT) が進められ、それに並行して薬物療法などが行われる。このような治療によって、症状が消失する。治療を受けなければ、その症状は数十年続きえる。

## 定義
精神医学的障害の一種である。

## 症状
強迫症状とは強迫性障害の症状で、強迫観念と強迫行為からなる。両方が存在しない場合は強迫性障害とは診断されない。強迫症状はストレスにより悪化する傾向にある（「ストレス管理」も参照）。
- 強迫観念（きょうはくかんねん, Obsessions）とは、本人の意思と無関係に頭に浮かぶ、不快感や不安感を生じさせる観念を指す（侵入思考）。強迫観念の内容が現実になることはなく、事実であることもない[9][10]。強迫観念の内容の多くは普通の人にも見られるものだが、普通の人がそれを大して気にせずにいられるのに対し、強迫性障害の患者の場合は、これが強く感じられたり長く続くために強い苦痛を感じている。ただし、単語や数字のようにそれ自体にはあまり意味の無いものが執拗に浮かぶ場合もある。
- 強迫行為（きょうはくこうい, Compulsions）とは、不快な存在である強迫観念を打ち消したり、振り払うための行為で、強迫観念同様に不合理なものだが、それをやめると不安や不快感が伴うためになかなか止めることができない。その行動は患者や場合によって異なるが、いくつかに分類が可能で、周囲から見て全く理解不能な行動でも、患者自身には何らかの意味付けが生じている場合が多い。強迫性障害の患者の主要な問題は、患者の三分の一は強迫観念であり、残りの三分の二の患者は強迫行為である[11]。

大半の患者は自らの強迫症状が奇異であったり、不条理であるという自覚を持っているため、人知れず思い悩んだり、恥の意識を持っている場合も多い。また、強迫観念の内容によっては罪の意識を感じていることもある。そのため、自分だけの秘密として、家族などの周囲に内緒で強迫行為を行ったり、理不尽な理由をつけてごまかそうとすることがある。逆に自身で処理しきれない不安を払拭するために、家族に強迫行為を手伝わせようとする場合もある。これは「巻き込み」と呼ばれる。原則として強迫観念や強迫行為の対象は自身に向けられたものであり、これによって患者が非社会的になっても、たとえば犯罪のような反社会的行動に結びつくことはない。
強迫症状の内容には個人差があり、人間のもつ、ありとあらゆる心配事が要因となり得る。しかし、比較的よく見られる特徴的な症状があるため、これを下記に記す。これらの症状についても患者自身の対処の仕方（強迫行為）は異なり、一人の患者が複数の強迫症状を持つこともある。

### 行為・観念
不潔恐怖・洗浄強迫
潔癖症とも言われている。手の汚れが気になり、手や体などを何度も洗わないと気がすまない。体の汚れが気になるためにシャワーや風呂に何度も入る等の症状（ただし、本人にとって不潔とされるものを触ることが強い苦痛となるため、逆に身体や居室に触れたり清掃することができずに、かえって不衛生な状態に発展する場合もある。手の洗いすぎから手湿疹を発症する場合もある。患者によっては電車のつり革を触ることが気持ち悪くて手袋をはめて触ったり、お金やカード類も外出して穢れた、汚れたという感覚を持つため帰宅の度に洗う場合もある。）。
確認行為
確認強迫とも言う。外出や就寝の際に、家の鍵やガスの元栓、窓を閉めたか等が気になり、何度も戻ってきては執拗に確認する。電化製品のスイッチを切ったか度を越して気にするなど。
加害恐怖
自分の不注意などによって他人に危害を加える事態を異常に恐れる。例えば、車の運転をしていて、気が付かないうちに人を轢いてしまったのではないかと不安に苛まれてその場所に確認に戻ったり、警察に電話して確認するなどの行為。赤ん坊を抱いている女性を見て、突如としてその子供を掴んで投げてしまったり、落としたりするというような、常軌を逸した行為をするのではないかという恐怖も含まれる。
被害恐怖
自分が自分自身に危害を加えること、あるいは自分以外のものによって自分に危害が及ぶことを異常に恐れる。例えば、自分で自分の目を傷つけてしまうのではないかなどの不安に苛まれ、鋭利なものを異常に遠ざけるなど。過去に被害にあったのではないかと疑うこともある。
自殺恐怖
自分が自殺してしまうのではないかと異常に恐れる。
疾病恐怖
または疾病恐怖症など。自分が重大な病や、いわゆる不治の病などにかかってしまうのではないか、もしくは、かかってしまったのではないかと恐れるもの。HIVウイルスへの感染を心配し、血液などを異常に恐れたりするものも含まれる。
縁起恐怖
縁起強迫ともいう。自分が宗教的、もしくは社会的に不道徳な行いをしてしまうのではないか、もしくは、してしまったのではないかと恐れるもの。信仰の対象に対して冒涜的な事を考えたり、言ってしまうのではないかと恐れ、恥や罪悪の意識を持つ。例えば、神社仏閣や教会において不信心な事を考えてしまうのではないか、聖典などを毀損してしまうのではないか、というもの。ある特定の行為を行わないと病気や不幸などの悪い事柄が起きるという強迫観念に苛まれる場合もあり、靴を履く時は右足から、などジンクスのような行動や、○○すると悪いことが起きる、などの観念が極端になっているものも見られる。
不完全恐怖
不完全強迫ともいう。物を秩序だって順序よく並べたり、対称性を保ったり、本人にとってきちんとした位置に収めないと気がすまず、うまくいかないと不安を感じるもの。例えば、家具や机の上にある物が自分の定めた特定の形になっていないと不安になり、これを常に確認したり直そうとする等の症状。物事を進めるにあたって、特定の順序を守らないと不安になり、うまくいかないと最初から何度もやり直したりするものもある。郵便物を出す際のあて先や、書類などに誤りがないかと執拗にとらわれる場合もあるため、結果として確認行為を繰り返す場合もある。
保存強迫（強迫的ホーディング）
自分が大切な物を誤って捨ててしまうのではないかという恐れから、不要品を家に貯めこんでしまうもの。本人は不要なものだとわかっている場合が大半のため、自分の行動の矛盾に思い悩む場合がある。ごみ屋敷参照。
数唱強迫
不吉な数やこだわりの数があり、その数を避けたり、その回数をくり返したりしてしまう。数字の4は「死」を連想するため、日常生活でこの数字に関連する事柄を避ける、などの行為。
恐怖強迫
ある恐怖あるいはことば、事件のことを口にできない。そのことを口にすると恐ろしいことが起こると思うため口にできない。
性的な強迫観念
同性愛、近親相姦といった本人が本当は考えたくもない性に関するイメージが強迫観念として湧き起る。同性愛強迫性障害はHOCDとも言われている。
この他、些細であったり、つまらない事柄、気にしても仕方の無い事柄を自他共に認める状態にあっても、これにとらわれ（強迫観念）、その苦痛を避けるために生活に支障が出るほど過度に確認や詮索を行う（強迫行為）。

### 形式
回避
強迫観念や強迫行為は患者を疲弊させるため、患者は強迫症状を引き起こすような状況を避けようとして、生活の幅を狭めることがある。これを回避と呼ぶ。重症になると家に引きこもったり、ごく狭い範囲でしか生活しなくなることがある。回避は強迫行為同様に患者の社会生活を阻害し、仕事や学業を続けることを困難にしてしまう。
巻き込み
強迫行為が自分自身の行為で収まらず、家族や親しい友人に懇願したり強要したりする場合がある。これを巻き込み、または巻き込み型という。これにより、患者のみならず周囲も強迫症状の対応に疲れきってしまうことがある。巻き込みのように、周囲が患者の強迫行為を手伝うこと（患者にかわって何かを洗ったり、誤りがないか確認するなどの行為）は患者の病状を維持したり、かえって悪化させることが明らかになっているため、極力避けなければならない。ただ、これを急にやめることは患者にとって苦痛が大きく、一時的に症状が悪化する場合があるため、患者と治療者や家族が必要性を話し合った上で、段階的に巻き込みをやめていく必要がある。
感染（伝染）
強迫性障害は精神的病気であり、バクテリアやウイルス等の病原体が原因ではないので、感染することは物理的にはない。しかし、他の強迫性障害の患者から影響を受けて、本来本人が持っていなかった別の症状が発症するといった精神的な感染はあり得る。

## 疫学

OCDの10万人あたり年齢調整障害調整生命年(2004年)
no data
<45
45–52.5
52.5–60
60–67.5
67.5–75
75–82.5
82.5–90
90–97.5
97.5–105
105–112.5
112.5–120
>120

人種や国籍、性別に関係無く発症する傾向にある。調査によると全人口の2-3%前後が強迫性障害であると推測されている。
20歳前後の青年期に発症する場合が多いといわれるが、幼少期、壮年期に発症する場合もあるため、青年期特有の疾病とは言い切れない。また、動物ではイヌやネコなども発症し、毛繕いを頻繁に繰り返したりする。
また、こうした障害を持っている著名人としてデビッド・ベッカムらがいるように、外部からは日常生活に顕著な影響が見えない場合もある。一般的に、支障がない場合は”障害”ではない。
この病気の患者の特徴は、他の精神的病と違って、本人が病気を自覚していることである。本人もわかっているのだが、治せないのがこの病気といえる。重症患者を除き、社会生活に支障のないレベルの患者は、外では他人に病気であることが気がつかれないように、儀式も人前では我慢して行わず、病気のことを隠し通す。そして、他人に見られる心配のない家の中で、症状を隠さずあらわにし、儀式行為を気が済むまで行うケースが多いとみられる。

## 原因
神経症の一型だが、神経症の原因とされる心因（心理的・環境的原因）よりも、大脳基底核、辺縁系、脳内の特定部位の障害や、セロトニンやドーパミンを神経伝達物質とする神経系の機能異常が推定され、発症メカニズムとして有力視されている。ストレスフルな出来事のあとで発症することもあるが、多くは特別なきっかけなしに徐々に発症する。
また、元々真面目、几帳面などの性格（強迫性格）の人に多い傾向がある。

### 生物学的要因
大脳基底核説
大脳基底核障害が強迫性障害の発症に関与している可能性のあることが報告されている。

側頭葉・辺縁系説
人間は何度も行う必要がないことに対して大脳が抑制をかけるが、それが機能しなくなったときに強迫が現れるし、セロトニン系が大きく関与していることが報告されている。

前頭葉説
眼窩前頭皮質が持つ制御機能が低下すると、強迫症状が現れるというモデルが提唱されている。

### 心理的要因
レオン・サルズマンは、強迫性格は今日もっともよくみられる性格であり、すべてをコントロールしようとし、それが可能であるという万能的な自己像をもつ点が特徴であることを指摘している。強迫とは、同じ思考を反復せざるを得ない強迫観念と、同じ行為を繰り返さざるを得ない強迫行為を指すが、これらの症状の背後には強迫症者の持つ自己不全感が関与している。行為や思考を強迫的に反復して完全を期すことは、自己不信という根源的不安を防衛し、自己の完全性を維持することに繋がる。精神病理学者の笠原は、「人生における不確実性、予測不能性、曖昧性に対する防衛」と強迫症をとらえ、そうした不安に対して「単純明快な生活信条、狭隘化した生活様式を設定して、確実で予測可能な世界を構築できるという空想的万能感を抱いている」と述べている。統合失調症患者が人格解体の危機に際して少なからず強迫症状を呈するのは、着実に増加してくる内的不確実感を「強迫」によって防衛していると考えられ、この機制は様々な精神疾患で見られることがある。心理的側面から見た強迫的行動パターンは、無力感と自己不確実感を克服しようとする試みであると捉えられる。
ただし自閉症スペクトラムを抱える人物が強迫性障害を併発しやすいことが報告されるなど、上のような心理的メカニズムによってのみ強迫性障害が発症するものではない。またセロトニンの濃度が脳の一定の部位で高まると強迫症状が強まることが確認されており、強迫性障害は脳そのものの生物学的病態だと捉えるのが現在の主流学説である。

## 鑑別
鍵をかけたかを数度確認する程度では無害であり、あるいは2時間の祈りが宗教的に周りの人々にもみられる慣習であれば、逸脱だとはみなされず正常である。約5%は統合失調型パーソナリティ障害との並存で、強迫行為が非合理的だという洞察もなく治療が困難である。強迫性パーソナリティ障害は名前が似ているが、強迫行為はほとんどなく並存することはほとんどない。
強迫性障害から除外される他の状態には。うつ病でのとらわれ、チック症の反復的な動き、摂食障害における反復される過食や嘔吐、自閉症スペクトラム障害の決まり切った儀式、薬物依存症、全般性不安障害の過剰で「現実的な」不安、など様々である。
DSM-IVの診断基準E、DSM-5の診断基準Cは、強迫症状が薬や身体疾患の影響ではないことを要求している。物質・医薬品誘発性強迫性関連障害（DSM-5）には、薬の使用後に生じ、使用を中止するとその半減期に従って症状が止み、コカインを含む精神刺激薬の中毒、また重金属や毒素が挙げられる。他の医学的疾患による強迫性関連障害（DSM-5）は、生理学的に強迫症状を生じさせる病気にかかっていることが確認されており、例えば線条体損傷など既存の文献に確認できる症状を呈し、せん妄以外の場合に症状が確認されている場合である。

## 治療
英国国立医療技術評価機構 (NICE) は成人のOCDに対し、初期介入としては低強度の心理療法を提案しなければならないとし、個人単位でのCBT/ERPセルフヘルプ、電話による個別CBT/ERP、グループによる10時間以上のCBT/ERPを挙げている。また成人の中程度のOCDには、SSRIまたはより強度の高いCBT/ERPを提案すべきとしている。深刻な成人のOCDには、SSRIとCBT/ERPを組み合わせるべきとしている。
また児童青年のOCDへの初期介入として、NICEは軽度であればガイドつきのセルフヘルプを提案し、中度から深刻であればCBT/ERPを提案すべきであるとしている。それらの心理療法が効果を示さない場合はSSRIが選択肢ではあるが、自殺リスク増加が指摘されているため副作用を注意深く観察すべきであるとしている。

### 心理療法

#### 曝露反応妨害法
認知行動療法 (CBT) では、エクスポージャーと儀式妨害を組み合わせた、曝露反応妨害法 (ERP) が用いられる。エクスポージャーとは、不安や不快感が発生する状況に自分を意図的にさらすもので、儀式妨害とは、不安や不快感が発生してもそれらを低減するための強迫行為をとらないという手法である。これらを患者の不安や不快感の段階に応じて実施する。その中で、「エクスポージャー後、時間が経過するとともに、不安や不快感が自然と少なくなる」ということや、「強迫行為をしなくても、実際には恐れていることは起こらない」「強迫観念は、実際には気にする必要のないものだった」ということを患者が体感・認識できるようサポートする。
エクスポージャー・儀式妨害を実施する際には、患者が同じ状況での他者（治療者など）の考え方・行動などを参考にする、モデリングの技法も非常に役立つ。また、強迫行為をやめることで得られる利益を認識できるようサポートするなど、治療に対する意欲を維持できるようにする工夫も大切である。なお、このような曝露反応妨害法は単独でも用いることができるが、強迫観念が強い場合、薬物療法と並行して行う方が成功体験が得られやすい。

#### 行動実験
さらに、強迫観念の内容が現実には起こりえないことを理解するため、そして曝露反応妨害法のスムーズな導入へとつなげていくため、行動実験が行われる場合があり、その有効性と必要性が指摘されている。先行研究の事例では、「Aしたら/Aの場合/Aが原因で、Bになる/Bが起こる」という強迫観念を持っていた場合、「実際にAをしてみても/Aを再現してみても/Aがあっても、Bにならない/Bが起こらない」ということを体験できるようサポートし、スムーズな曝露反応妨害法の導入へとつながっていった。

#### モデリング
加えて、曝露反応妨害法を実施する際に補助的に用いられることの多い技法として、モデリングがある。具体的には、治療メカニズムと治療課題をよく説明した後、曝露反応妨害法の実施に先立って、治療者が治療課題であるエクスポージャーと儀式妨害を実際にやってみせる（適度な時間の手洗いをしてみせたり、鍵の確認を一度で済ませてみせたりする）。これにより患者は、実際に曝露反応妨害法でどのようなことを行えばよいのかを明確に理解できるのに加えて、「強迫行為をしない治療者のやり方で、実際には何も恐れていることが起こらない」という考えを強めることもできるため、不安を少し軽減した状態で曝露反応妨害法に取り組むことができる。

#### その他の心理療法
嫌な単語が繰り返されるタイプの強迫観念（前記）のみの場合は行動療法が行いにくいため、強迫行為を伴う場合よりも治療が困難である。強迫観念の内容を現実的に解釈しなおしたり、強迫観念を回避したり阻止したりせずそのままにするといった治療方法が有効であることが知られてきた。
どのようなときに強迫観念や強迫行為が生じにくい/生じやすいかについての気づきをサポートし、それにより強迫観念や強迫行為をコントロールできる可能性を上げるのも、大切な支援となる。
また、本人が強迫行為を行っていないときや生き生きと過ごしているときに、承認・称賛などの肯定的な言葉かけを行うことで、自己肯定感の向上をサポートすることもできる。強迫に関すること以外でのコミュニケーションを増やしたり、本人の良いところや好きなことを認めて自尊心を高めたりする関わりが、功を奏す場合もある。
加えて、強迫行為の回数や時間が減ってきた時には、それが些細な変化であったとしても見逃さず、本人の頑張りをしっかりと認めることが重要である。

### 薬物療法
薬物療法としてセロトニン系に作用する抗うつ薬は強迫観念を抑えることが知られており、現在の日本では、選択的セロトニン再取り込み阻害薬 (SSRI) である塩酸パロキセチン、マレイン酸フルボキサミン、塩酸セルトラリンもしくは三環系抗うつ薬である塩酸クロミプラミンなどが用いられる。
NICEは成人のOCDに対し薬物療法を行うのであれば、フルオキセチン、フルボキサミン、パロキセチン、セルトラリン、エスシタロプラムの5つのSSRIから一つを選ぶべき（should）であるとしている。
日本国外の報告では最高用量で単剤投与が望ましいとされているため、塩酸クロミプラミンでは225mg、塩酸パロキセチンでは60mg、マレイン酸フルボキサミンでは300mgまで増量する場合がある。これらは主治医の理由書があれば保険適応となるが、日本人の体格、体質ではこれらの条件が必ず満たされるものではないため、処方される薬の種類や用量には個人差がある。

### 漢方薬
漢方薬として柴胡加竜骨牡蛎湯、柴胡桂枝乾姜湯、甘麦大棗湯、桂枝加竜骨牡蠣湯、抑肝散、加味逍遥散、五苓散、六君子湯等漢方薬が有効なこともある。症状に合わせて使い分ける。

### 脳神経外科治療
およそ10パーセントの強迫性障害患者は治療後悪化する。この場合、脳神経外科治療または脳深部刺激療法（DBS）が施される（電気痙攣療法と経頭蓋磁気刺激法の有効性は証明されていない）。
脳神経外科治療は小さい範囲で脳切除される。その主要な内容は前嚢切開、大脳辺縁系ロボトミー、帯状回切除、ガンマナイフ治療。研究によれば脳神経外科治療を行った35%-50%の強迫性障害患者に症状の改善が見られる。脳神経外科治療のリスクとしててんかん発作、人格変化などが挙げられる。

### 脳深部刺激療法
2009年2月19日には、重症の強迫性障害への脳深部刺激療法 (DBS) の使用がアメリカ食品医薬品局 (FDA) に承認された。同年7月14日、欧州でも承認された。メドトロニック社のReclaimという機器である。

### 研究事例
アリゾナ大学の精神科医、Francisco A. Moreno等が実施した小規模な臨床試験の結果、幻覚誘発きのこマジックマッシュルームの成分であるシロシビン (psilocybin) は重症の強迫性障害 (OCD) に有用と示唆された。シロシビン服用によって、試験に参加した9人の強迫性障害症状はおよそ4-24時間にわたって完全に消失した。シロシビンは禁止されている薬物であるが、医学研究で使用することは可能である。
近年の研究において、強迫性障害がNMDA型グルタミン酸受容体と関連していることが判明し、この受容体に対するアンタゴニスト（拮抗薬）が（特に難治性の強迫性障害に対して）治療効果を持つのではないかと予想されている。NMDA型グルタミン酸受容体アンタゴニストとしては、アルツハイマー型認知症の改善薬であるメマンチンや麻酔薬として使われるケタミンが知られている。現在のところ、エビデンスが存在しない薬理学上の予測に過ぎないが、米国では既に臨床実験が開始されている。
2025年のJAMAに掲載されたメタ解析では、グルタミン酸治療薬の投与により強迫性障害の症状を改善できたと報告されている。
2016年8月報告では、SSRIのフルボキサミンと抗生物質ミノサイクリン100mgを併用した10週間の臨床試験で、イェールブラウン強迫スケール (Y-BOCS) において、ミノサイクリン群が有意に良好な反応を示した。副作用の頻度は有意差がなかった。
イノシトールは、パニック障害や強迫性障害の患者が服用することで、その症状を緩和する作用が報告されており、不安感の発生頻度や、その程度を顕著に低下させる効果があるとされる。また、イノシトールの高用量摂取が、フルボキサミンより症状の軽減に効果があったとする論文報告もある。
2024年のシステマティックレビューで、小児と青年に対する強迫性障害の治療で、曝露反応妨害法が薬物療法よりも効果が高いと報告された。

## 強迫性障害の有名人・扱った作品

### 有名人
- ハワード・ヒューズ[37]
- デビッド・ベッカム（サッカーイングランド代表）
- エリック・サティ（フランスの作曲家）[誰によって?]
- ニコラ・テスラ[38]
- Fukase（SEKAI NO OWARI ボーカル）[39]
- チャールズ・ダーウィン[38]
- フローレンス・ナイチンゲール[38]
- ジョン・バニヤン[38]
- グレタ・トゥーンベリ
- ダック山下（NPO OCD-Kanagawa代表世話人。カウンセリングルームOCDセンター所長。）
- ハウイ・マンデル[40]
- ジョーイ・ラモーン
- 佐藤二朗[41]
- 道重さゆみ[42]

### 作品
- 『恋する寄生虫』（三秋縋）：主人公とヒロインが強迫性障害。主人公が潔癖症で、ヒロインが視線恐怖症。
- 『奇病連盟』（北杜夫）：主人公が強迫神経症。
- 『恋愛小説家』(As Good as It Gets)：ジャック・ニコルソン演じる主人公が強迫神経症。
- 『マッチスティック・メン』(Matchstick Men)：ニコラス・ケイジ演じる主人公が強迫性障害（潔癖症）。
- 『名探偵モンク』(Monk)：トニー・シャルーブ演じる主人公が強迫性障害。
- 『流星ワゴン』
- 「手を清潔にしたい そして髪をかきあげたい」（榊原淳子）：日本の現代詩。詩集『世紀末オーガズム』（思潮社、1983年）所収。
- 映画『memo』：俳優・佐藤二朗が自らの強迫観念の体験を基にした映画[43]。
- 『ハウス・ジャック・ビルト』(The House That Jack Built)：マット・ディロン演じる主人公が強迫性障害。
- 『OCD 〜メンタル・クリニックは大騒ぎ〜』(Toc Toc)：スペイン映画。登場人物全員が強迫性障害。